# House of Lies
House of Lies es una serie de televisión estadounidense que se estrenó el 8 de enero de 2012 y transmitida por Showtime.

## Reparto y personajes
- Don Cheadle como Martin "Marty" Kaan.
- Kristen Bell como Jeannie Van der Hooven.
- Ben Schwartz como Clyde Oberholt.
- Josh Lawson como Doug Guggenheim.
- Dawn Olivieri como Monica Talbot.
- Donis Leonard Jr. como Roscoe Kaan.
- Glynn Turman como Jeremiah Kaan.

## Episodios
| Temporada | Temporada | Episodios | Emisión original    | Emisión original   |
| Temporada | Temporada | Episodios | Inicio              | Final              |
| --------- | --------- | --------- | ------------------- | ------------------ |
|           | 1         | 12        | 8 de enero de 2012  | 1 de abril de 2012 |
|           | 2         | 12        | 13 de enero de 2013 | 7 de abril de 2013 |
|           | 3         | 12        | 12 de enero de 2014 | 6 de abril de 2014 |